# Fåröholmarna
Fåröholmarna is een Zweedse groep eilanden behorend tot de Kalix-archipel. De groep wordt gevormd door Lillfårögrynnan, Lillfåröholmen, Flaragrynnorna en drie naamloze kleine eilandjes. Fåröholmarna ligt op de denkbeeldige zuidgrens van de Siknäsfjord aan de zuidoostkant van Lill-Fårön.